# Maitaca-de-testa-branca
A maitaca-de-testa-branca (Pionus senilis) é uma pequena ave da família dos Psittacidae, do gênero Pionus. Vive do México à região ocidental do Panamá.

## Etimologia
"Maitaca" origina-se do termo tupi mba'é taka, que significa "coisa barulhenta".

## Características
Encontra-se nas planícies e nos montes localmente numa altura de até 1 600 metros nas bordas das florestas. A maitaca-de-testa-branca bota de três a seis ovos em um ninho único, geralmente uma cavidade natural em uma árvore.
A maitaca-de-testa-branca mede, aproximadamente, 24 centímetros e pode pesar até 220 gramas. O macho adulto tem uma testa branca que se assemelha ao cabelo branco de um homem velho, o que motivou seu nome científico, senilis ("senil", em latim). O pescoço e o descanso da cabeça são brancos, o peito é azul-escuro. A barriga é verde-clara e as partes superiores são verde-escuras, com um remendo do ombro de amarelo. No voo e sob as asas, o respiradouro vermelho e azul são características conspícuas.
A fêmea é similar ao macho, mas a plumagem azul desvanece-se em escalar no peito mais baixo e o remendo do ombro é mais maçante. Os pássaros novos têm pouco azul na cabeça e o pescoço, ou o vermelho sob a cauda e as penas da testa é branco.
A maitaca-de-testa-branca se alimenta junto em rebanhos sociais de trinta a cinquenta pássaros. Alimenta-se de várias sementes, porcas e frutas e pode ser uma praga nas colheitas de milho ou sorgo e em plantações comerciais de fruta.